# Grande Cisma do Ocidente

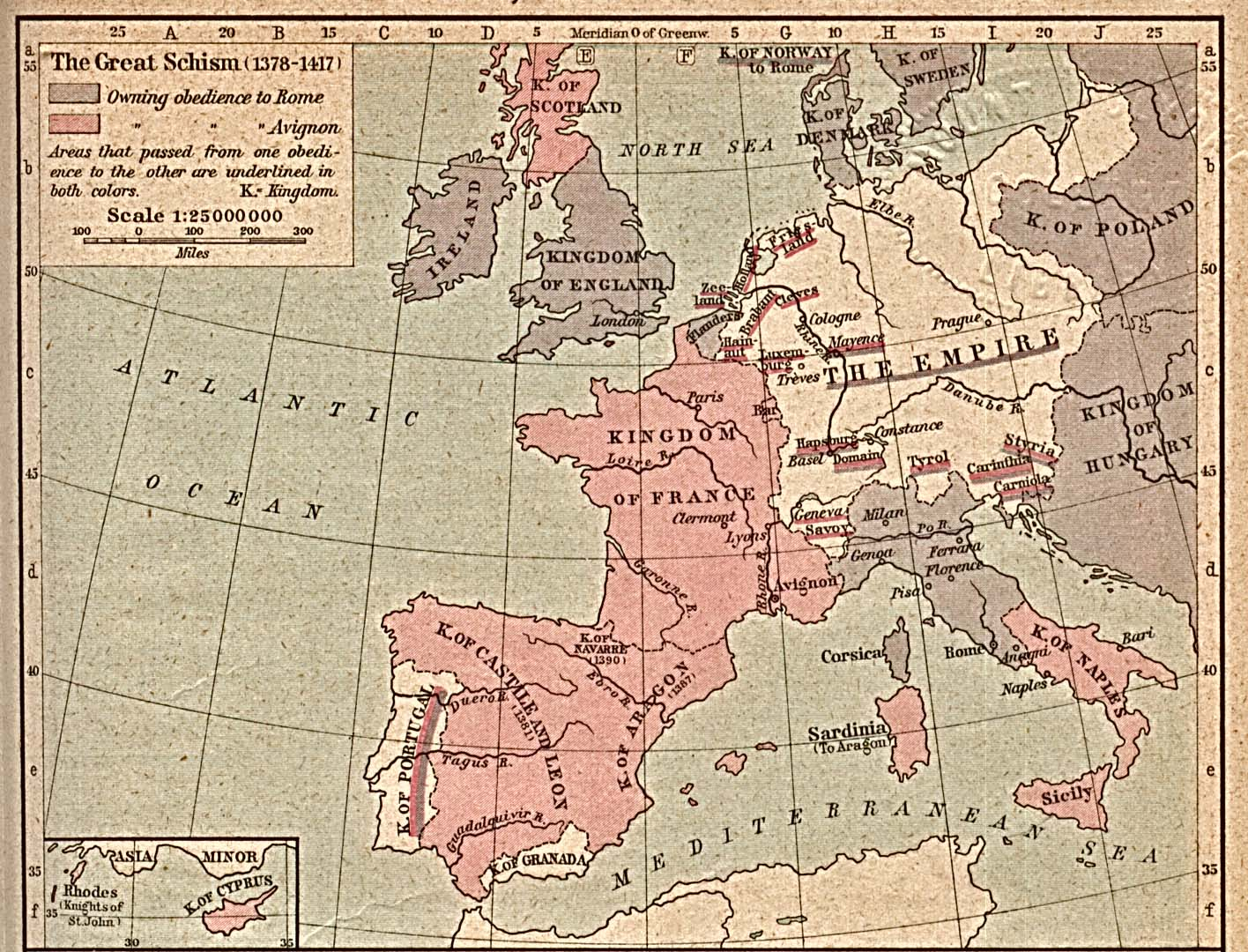
Grande Cisma do Ocidente. Os territórios em rosa eram obedientes a Avinhão e os em roxo, a Roma

O Grande Cisma do Ocidente, Cisma Papal ou simplesmente Grande Cisma foi uma crise religiosa da Igreja Católica que se estendeu de 1378 a 1417.
Entre 1309 e 1377, a residência papal mudara-se de Roma para Avinhão, França. Isto porque, em 1309, o Papa Clemente V havia sido forçado, pelo rei francês Filipe o Belo, a residir em Avinhão. 
A população italiana desejava que o papado fosse restabelecido em Roma. Em 1378, o Papa Gregório XI voltou a Roma, onde morreu. Foi então eleito Urbano VI, de origem italiana mas, por se demonstrar excessivamente autoritário, acabou por desagradar uma parte considerável do Colégio dos Cardeais, que decidiu então anular a eleição e realizar um novo conclave, quando foi eleito Clemente VII, que se estabeleceu em Avinhão. No entanto, Urbano VI permaneceu em Roma. Iniciava-se assim o Grande Cisma: o Papa, em Roma, e o Antipapa, em Avinhão — ambos reclamando para si o poder sobre a Igreja Católica. Posteriormente, surgiria ainda um outro Antipapa, em Pisa.
O Cisma só seria resolvido no Concílio de Constança, em 1417, quando o papado foi definitivamente restabelecido em Roma.

## História
De 1309 a 1377, o papa não residia em Roma, mas em Avinhão, um período geralmente chamado de Cativeiro Babilônico, em alusão ao exílio bíblico de Israel na Babilônia. O Papa Gregório XI deixou Avinhão e restabeleceu a Santa Sé em Roma, onde morreu em 27 de março de 1378. A eleição de seu sucessor definiria a residência do futuro papa em Avinhão ou em Roma. O nome do Bartolommeo Prignano, Arcebispo de Bari, considerado com uma rígida moral e inimigo da corrupção, foi proposto. Os 16 cardeais italianos presentes em Roma reuniram-se em conclave em 7 de abril. No dia seguinte escolheram Prignano. Durante a eleição houve grande perturbação na cidade, pois o povo de Roma e dos arredores esforçou-se para influenciar a decisão dos cardeais, que tomaram meios para evitar possíveis dúvidas. No dia 13 eles realizaram uma nova eleição e, novamente, escolheram o Arcebispo Prignano para se tornar papa. Durante os dias seguintes todos os membros do Colégio dos Cardeais aprovaram o novo papa, que tomou o nome de Urbano VI e tomou posse. Um dia depois, os cardeais italianos notificaram oficialmente a eleição de Urbano aos seis cardeais franceses em Avinhão, que o reconheceram como papa e, em seguida, escreveram ao Imperador e aos demais soberanos. Tanto o cardeal Roberto de Genebra, o futuro Antipapa Clemente VII de Avinhão, e Pedro de Luna de Aragão, o futuro Antipapa Bento XIII, também aprovaram sua eleição.
O Papa Urbano não atendeu às necessidades de sua eleição, criticou os membros do Colégio dos Cardeais e recusou-se a restaurar a sede pontifical em Avinhão. Os cardeais italianos, então, em maio de 1378, se retiraram para Anagni, e, sob a proteção da Rainha Joana de Nápoles e Bernardon de la Salle, iniciaram uma campanha contra a sua escolha, preparando-se para uma segunda eleição. Em 20 de setembro, treze membros do Colégio dos Cardeais fizeram um novo conclave em Fondi e escolheram Roberto de Genebra como papa, que tomou o nome de Clemente VII. Alguns meses depois, esse antipapa, apoiado pelo Reino de Nápoles, assumiu sua residência em Avinhão. O cisma começava.
Clemente VII mantinha relações com as principais famílias reais da Europa. Os estudiosos e os santos da época normalmente apoiavam o papa adotado pelo seu país. A maior parte dos estados italianos e alemães, a Inglaterra e a Flandres apoiaram o papa de Roma. Por outro lado, França, Espanha, Escócia e todas as nações aliadas da França apoiaram o antipapa de Avinhão. O conflito rapidamente deixou de ser um assunto da Igreja para se tornar um incidente diplomático disseminado pelo continente europeu:
| Avinhão | Roma |
| --- | --- |
| França, Aragão, Castela, Leão, Chipre, Borgonha, Condado de Saboia, Nápoles e Escócia reconheceram o reclamante de Avinhão. | Portugal, Dinamarca, Inglaterra, Flandres, o Sacro Império, Hungria, Norte da Itália, Irlanda, Noruega, Polônia e Suécia reconheceram o reclamante de Roma. |

Os papas excomungaram-se mutuamente, nomeando outros cardeais para compensar as deserções, enviando mensageiros para a cristandade defendendo sua causa e estabelecendo sua própria administração. Posteriormente Bonifácio IX sucedeu a Urbano VI em Roma e Bento XIII sucedeu a Clemente em Avinhão. Vários clérigos reuniram-se em concílios regionais na França e em outros lugares, sem resultado definitivo. O rei da França e seus aliados em 1398 deixaram de apoiar Bento, e Geoffrey Boucicaut sitiou Avinhão, privando o antipapa de comunicação com todos aqueles que permaneceram fiéis a ele. Bento retomou a liberdade somente em 1403. Inocêncio VII já tinha sucedido Bonifácio de Roma, e após um pontificado de dois anos, foi sucedido por Gregório XII.

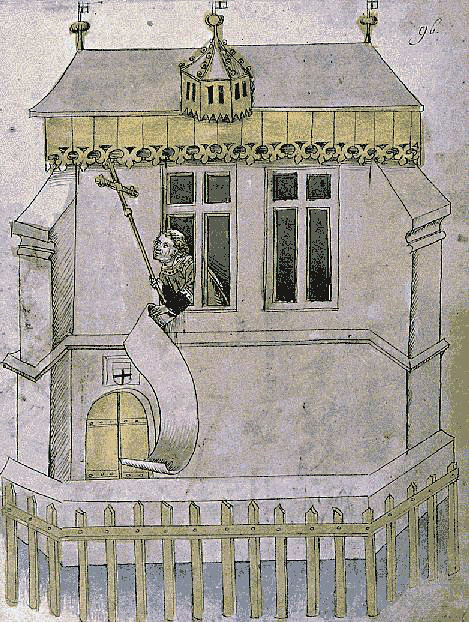
Habemus Papam no Concílio de Constança

Na época do cisma ocorriam na Península Ibérica as guerras fernandinas e a crise de 1383-1385, ambas opondo os reinos de Castela e Portugal por questões dinásticas. Assim, no tempo de Fernando I de Portugal a sua desastrosa política externa levou-o a apoiar o Papa de Avinhão, que também tinha o apoio de Castela; depois da crise sucessória, como Castela continuasse a defender o Papa de Avinhão, não será de estranhar que João I de Portugal, para mostrar bem a sua independência, fosse pelo Papa romano.
Em 1409, um concílio que se reuniu em Pisa acrescentou um outro antipapa, o Antipapa Alexandre V e declarou os outros dois depostos. Depois de muitas conferências, discussões, intervenções do poder civil e várias catástrofes, o Concílio de Constança (1414) depôs o Antipapa João XXIII, recebeu a abdicação do Papa Gregório XII, e finalmente, conseguiu depor o Antipapa Bento XIII. Em 11 de novembro de 1417, o concílio elegeu Odo Colonna, que tomou o nome de Martinho V, com o que terminou o grande cisma do Ocidente e foi restabelecida a unidade.
O prestígio do papado foi profundamente afetado com esta crise, o que causou a criação da doutrina conciliar, que sustenta que a autoridade suprema da Igreja encontra-se com um concílio ecumênico e não com o papa, sendo efetivamente extinta no século XV.

## Os papas e antipapas do cisma
- Em Roma
  - Papa Urbano VI (r. 1378–1389)
  - Papa Bonifácio IX (r. 1389–1404)
  - Papa Inocêncio VII (r. 1404–1406)
  - Papa Gregório XII (r. 1406–1415)
- Em Avinhão
  - Antipapa Clemente VII (r. 1378–1394)
  - Antipapa Bento XIII (r. 1394–1417)
- Em Pisa
  - Antipapa Alexandre V (r. 1409–1410)
  - Antipapa João XXIII (r. 1410–1417)